# 10stories
『10stories』（テン・ストーリーズ）は古内東子10枚目のアルバム。2002年9月4日にソニー・レコードからリリース（CD：SRCL 5510）。

## 解説
デビュー10周年、10作目。本作がソニー・レコードでの最後のアルバム。

## 収録曲
作詞・作曲・編曲:古内東子
ホーンアレンジ:数原晋（3,5）
1. DON'T PRETEND
2. 恋なんて（album version）
3. すべてには理由がある
4. シャツのボタン
5. 最後の曲
6. あってみたい人
7. COME CLOSER
8. 純粋に、単純に
9. いちばん欲しいもの
10. この手のひら

## 参加ミュージシャン
- Drums:江口信夫（1,2,3,4,5,6,7,8,9）、小田原豊（10）
- E.Bass:松原秀樹（1,2,3,4,7,8,10）、美久月千晴（4,6,9）
- A.Piano:中西康晴
- E.Piano[中西康晴
- Organ:中西康晴
- E.Guitar:古川昌義（2,3,4,5,6,7,8,9）、小倉博和（1）、中村修司（10）
- Percussion:三沢またろう（1,4）、浜口茂外也（10）
- Keyboards:古内東子
- Synth-Manipulation:成田まさき
- Trumpet:数原晋（3,5）、横山均（3,5）
- Fulugel horn:数原晋（3,5）
- Sax:平原智（3,5）
- Trombone:広原正典（3,5）、Fred Simmons（3,5）